# Doktor Glas (film)
För filmen 1968, se Dr. Glas (film).
Doktor Glas är en svensk dramafilm från 1942 baserad på Hjalmar Söderbergs roman med samma namn. I huvudrollerna ses Georg Rydeberg, Irma Christenson och Rune Carlsten.

## Handling
Doktor Glas, allmänläkare, förälskar sig i hustrun till en av sina patienter, den åldrige prästen Gregorius.

## Om filmen
Filmen hade premiär den 30 november 1942 på biograferna Rio i Malmö och Park i Stockholm. Som förlaga har filmen Hjalmar Söderbergs roman Doktor Glas som skrevs mellan 1901 och 1905. Då det var näst intill omöjligt att återskapa de centrala delarna av sekelskiftets Stockholm, flyttades handlingen i filmen till en allmänt tidlös stämning.
Filmen har visats i SVT vid ett flertal tillfällen.

## Rollista i urval
- Georg Rydeberg – Doktor Glas
- Irma Christenson – Helga Gregorius
- Rune Carlsten – pastor Gregorius, hennes man
- Hilda Borgström – Kristin, doktor Glas hushållerska
- Gösta Cederlund – Markel, journalist
- Gabriel Alw – Martin Birck
- Sven Bergvall – Lowenius, kansliråd
- Gösta Grip – Klas Recke, kanslisekreterare
- Guje Sjöström – Eva Mertens
- Sven d'Ailly – fabrikör Holm
- Artur Cederborgh – hovmästare
- Theodor Olsson – Helgas far
- Anna-Lisa Fröberg – Helgas mor
- Helge Mauritz – poliskonstapel
- Eric Laurent – poliskonstapel
- Egil Holmsen – en student, Helgas ungdomskärlek

## Musik i filmen
- Nie sollst du mich befragen (Aldrig du skall mig fråga), kompositör och text Richard Wagner, svensk text 1874 Fritz Ahlgrensson, instrumental.

## DVD
Filmen gavs ut på DVD 2004 tillsammans med dramat Fartfeber.